# ダルアー県
ダルアー県（ダルアーけん、ダラー県、Daraa Governorate, Dar'a Governorate, アラビア語: مُحافظة درعة, Muḥafaẓat Darʿa ）は、シリアの14ある県の一つ。面積は3,730平方km、人口は2021年の推定で966,000人。県都はダルアー（ダラー、デラ）。

## 地理
シリア南西部に位置し、北はダマスカス郊外県（リーフ・ディマシュク）に、東はスワイダー県に、西はクネイトラ県に、南はヨルダン国境に接する。
シリアの首都ダマスカスとヨルダンの首都アンマンを結ぶ幹線が通る。

## 歴史

### シリア内戦
シリア内戦時は、長らく反政府勢力の支配下にあったが、2018年6月になると政府軍の反攻があり、同年7月6日、反政府側はダルアー県の全ての都市からの撤退を決めている。
2024年11月30日ごろよりダルアーにてシリア軍と反政府勢力の戦闘が激化し、12月7日にダルアーは反政府勢力の支配下に入った（シリア南部攻勢 (2024年)）。

## 行政区分
ダルアー県には3郡が属する。

### 郡
1. アッ＝サナマイン郡（英語版）（As-Sanamayn District）
2. ダルアー郡（英語版）（Daraa District） - ダルアー
3. イズラア郡（英語版）（Izra' District）

## 産業
県内は農業が盛ん。